# Riewekooche

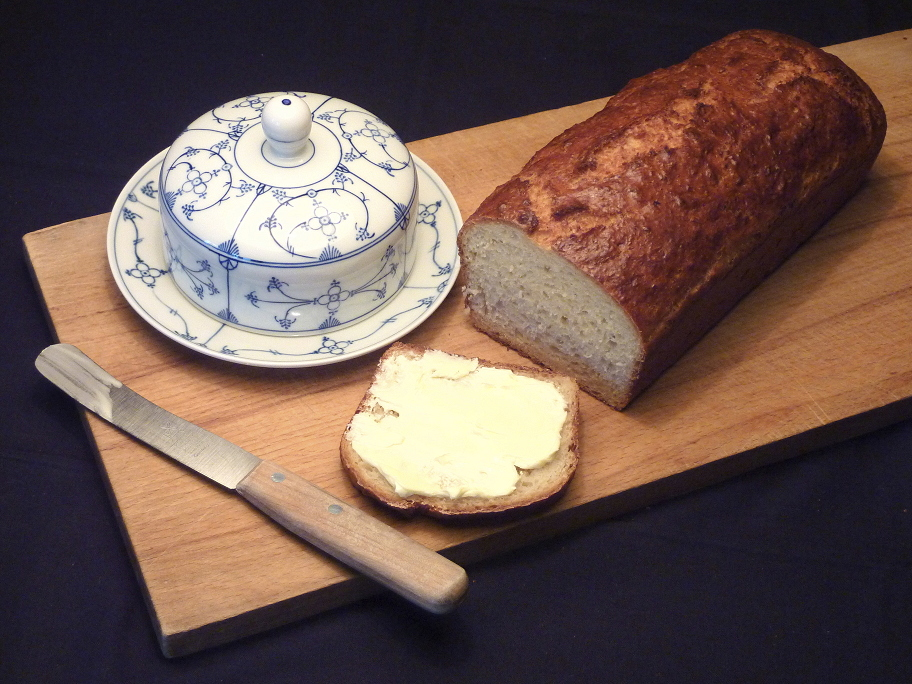
Ein frischer Sejerlänner Riewekooche mit Butter

Sejerlänner Riewekooche (Siegerländer Platt für Siegerländer Reibekuchen) ist eine Brot-Spezialität aus der Region Siegerland. Riewekooche ist ein Kartoffelbrot. Je nach Zubereitung wird die für ein Hefeweißbrot benötigte Menge Mehl teilweise oder vollständig durch geraspelte rohe Kartoffeln ersetzt. Die Zusammensetzung variiert erheblich zwischen den einzelnen Teilen des Siegerlandes. Üblicherweise wird Riewekooche in einer rechteckigen, zuweilen quadratischen Backform gebacken.

## Zubereitung
Für eine beispielhafte Form des Riewekooche verwendet man ein Kilogramm Mehl, zwei Hühnereier, einen Würfel Backhefe, einen Esslöffel Salz, ein Kilogramm geriebener roher Kartoffeln und einen Viertelliter Milch. Die Zutaten werden zu einem Hefeteig verarbeitet und gehen gelassen. Den Teig füllt man in eine große, gefettete Kastenform und lässt ihn dort nochmals gehen, bevor er rund 75 Minuten bei 220 Grad Celsius gebacken wird.
Traditionell wird Riewekooche mit „dick Butter“ oder mit Butter und Marmelade bestrichen gegessen.

## Varianten
Es gibt keine einheitliche Schreibweise des Namens. Je nach örtlichem Siegerländer Dialekt gibt es unterschiedliche Schreib- und Sprechweisen wie  „Räiwekooche“, „Rievekooche“, „Riewekooche“ und „Rivekooche“. Im südlichen Siegerland heißt der Riewekooche „Dijjelskooche“ (Tiegelkuchen), „Riewedijjelskooche“ (Reibe-Tiegelkuchen) oder „Düffelsdijjelskooche“ (Kartoffel-Tiegelkuchen).
Der „Sejerlänner Bäckel“ ist eine etwas mildere Version des Riewekooche. Er wird mit geriebenen, gekochten Kartoffeln zubereitet und mit Butter und Pflaumenmus gegessen.
Das Wort Riewekooche ist in der Mundart Siegerländer Platt das Wort für Reibekuchen. Der klassische Reibekuchen oder Kartoffelpuffer wird in Teilen des Siegerlands auch „Rieweplätzcher“ (Reibeplätzchen) oder in der Verkleinerungsform von Riewekooche „Riewekööchelcher“ oder nur „Kööchelcher“ genannt.